# Anna Peters (Politikerin, 1901)
Anna Peters (geboren am 11. April 1901; gestorben nach 1989) war eine deutsche Kommunalpolitikerin (SPD) und von 1955 bis 1959 Mitglied des Staatsgerichtshofs des Landes Hessen.

## Leben
Peters war in den Jahren 1920 bis mindestens 1989 SPD-Mitglied und von 1946 bis 1975 Stadtverordnete und Stadträtin in Kassel. Sie war Vorsitzende des Kasseler Seniorenbeirats, der 2016 sein 40-jähriges Bestehen feierte.
Im Jahr 1954 war Peters Beisitzerin im Beschwerdeausschuss I für die Stadt Kassel und die Landkreise Kassel und Wolfshagen. Sie wurde dort als politisch Verfolgte geführt.
Am 9. Februar 1955 wurde Peters auf Vorschlag der SPD-Fraktion vom Hessischen Landtag zum 2. stellvertretenden nicht richterlichen Mitglied des Hessischen Staatsgerichtshofs für Elisabeth von Stein gewählt. Ihre Amtszeit währte bis zum 4. Februar 1959.

## Ehrungen
- 1. Dezember 1981: Wilhelm-Leuschner-Medaille[1]
- 25. November 1968: Carl-Schomburg-Plakette[1]